# Jan Tyrawa

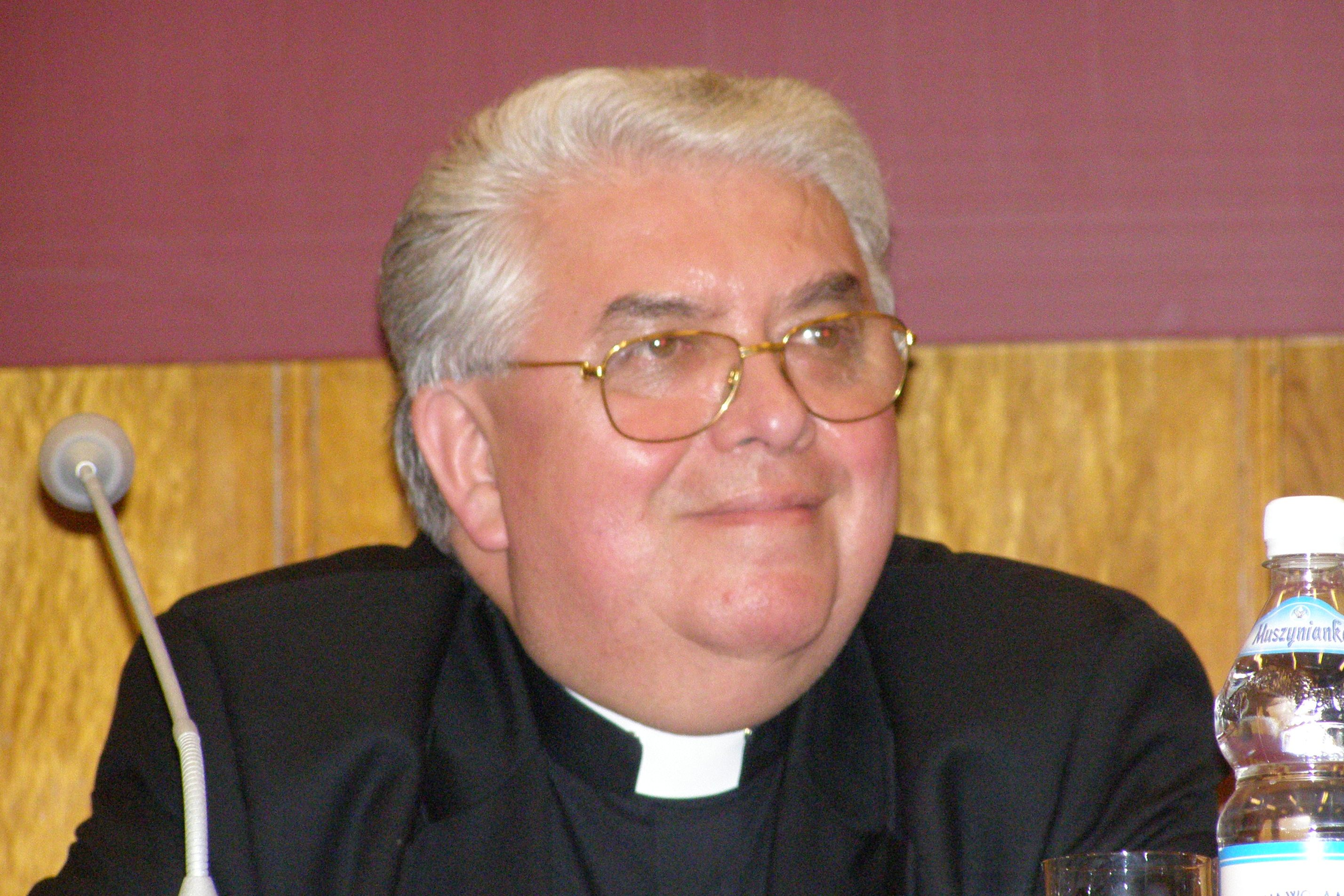
Jan Tyrawa (2010)

Wappen Jan Tyrawas als Bischof von Bydgoszcz

Jan Karol Tyrawa (* 4. November 1948 in Kuźnice Świdnickie, deutsch Fellhammer b. Waldenburg, Woiwodschaft Niederschlesien) ist ein polnischer Geistlicher und emeritierter römisch-katholischer Bischof von Bydgoszcz.

## Leben
Jan Tyrawa wurde in Kuźnice Świdnickie als Sohn einer Arbeiterfamilie geboren. Er besuchte die Grundschule in Kuźnice Świdnickie und später das Gymnasium Nr. 3 in Wałbrzych, an dem er 1966 das Abitur erlangte. Von 1966 bis 1973 studierte er Philosophie und Katholische Theologie am Priesterseminar in Breslau. Daneben leistete er von 1967 bis 1969 Wehrdienst im Stettiner Stadtteil Podjuchy. 1973 erwarb er an der Päpstlichen Theologischen Fakultät in Breslau einen Magister Theologiae. Am 26. Mai 1973 empfing er im Breslauer Dom durch Bolesław Kardinal Kominek, den Erzbischof von Breslau, das Sakrament der Priesterweihe für das Erzbistum Breslau.
Nach der Priesterweihe war Tyrawa zunächst als Pfarrvikar und als Katechet in der Pfarrei St. Stanislaus und Wenzel in Świdnica tätig. 1974 setzte er seine Studien an der Theologischen Fakultät der Katholischen Universität Lublin fort, an der er 1976 ein Lizenziat erwarb und 1980 mit der Arbeit Nauka Wojciecha Nowopolczyka o Eucharystii („Wojciech Nowopolczyks Lehren über die Eucharistie“) zum Doktor der Theologie im Fach Dogmatik promoviert wurde. Ab 1980 lehrte Tyrawa an der Päpstlichen Theologischen Fakultät in Breslau. Von 1980 bis 1985 wirkte er zusätzlich als Spiritual am Priesterseminar in Breslau. Zudem fungierte er von 1981 bis 1988 als Sekretär der Abteilung für Dogmatik an der Päpstlichen Theologischen Fakultät in Breslau. Außerdem gehörte er der Redaktion der Schriftenreihe Colloquium Salutis an. Von 1985 bis 1986 absolvierte Tyrawa einen Forschungsaufenthalt an der Theologischen Fakultät Paderborn.
Am 24. September 1988 ernannte ihn Papst Johannes Paul II. zum Weihbischof in Breslau und zum Titularbischof von Nova Sinna. Die Bischofsweihe spendete ihm der Erzbischof von Breslau, Henryk Gulbinowicz, am 5. November 1988 in der Kathedrale St. Johannes der Täufer (Breslauer Dom); Mitkonsekratoren waren der Bischof von Gorzów, Józef Michalik, und der Weihbischof in Breslau, Tadeusz Rybak. Tyrawa wählte den Wahlspruch Crux ave spes unica („Kreuz, sei gegrüßt, du einzige Hoffnung“). Als Weihbischof war er ab 1989 zudem Generalvikar des Erzbistums Breslau und Domherr am Breslauer Dom. Daneben war er von 1988 bis 1993 Pfarrer der Pfarrei Corpus Christi in Breslau sowie ab 2001 zuerst Pfarradministrator und später schließlich Pfarrer der Pfarrei Heiliger Geist in Breslau. Außerdem fungierte er als Prosynodal-Examinator und Zensor im Rahmen des Verfahrens zur Erteilung des bischöflichen Imprimatur für die religiösen Bücher. Darüber hinaus gehörte er dem Priesterrat und dem Konsultorenkollegium des Erzbistums an. Ferner wirkte er als Vorsitzender der Hauptkommission der Diözesansynode und als Generalsekretär des Organisationskomitees des Eucharistischen Weltkongresses in Breslau im Jahr 1997. Er engagierte sich zudem in der Jugendseelsorge.
Am 24. Februar 2004 bestellte ihn Papst Johannes Paul II. zum ersten Bischof des neu gegründeten Bistums Bydgoszcz. Die Amtseinführung fand am 28. März 2004 in der Kathedralkirche in Bydgoszcz statt. Jan Tyrawa war am 30. April 2009 Mitkonsekrator bei der Bischofsweihe von Erzbischof Jan Romeo Pawłowski, dem Apostolischen Nuntius in der Republik Kongo und Gabun.
In der Polnischen Bischofskonferenz fungierte Tyrawa zudem als Beauftragter für die Beziehungen zur österreichischen Bischofskonferenz und Verantwortlicher für den kirchlichen Radio- und Fernsehsender Niepokalanów. Außerdem gehörte er der Kommission für Gerechtigkeit und Frieden, dem Rat für die Kultur und den Schutz des Kulturerbes und dem Rat für die sozialen Kommunikationsmittel an. Zudem war er Mitglied des Programmrats der Katholischen Nachrichtenagentur und im Aufsichtsrat der Stiftung Opoka. Überdies war er Vertreter der polnischen Bischofskonferenz im Organisationskomitee des Mitteleuropäischen Katholikentages.
2016 wurde Tyrawa in den Lazarus-Orden aufgenommen. Bis 2022 war er dessen Prior für das Großpriorat Polen. 2018 wurde ihm die Medaille des „Seligen Pater Jerzy Popiełuszko“ verliehen. Außerdem erhielt er in der polnischen Armee die Ränge Hauptmann (1997), Major (2013) und Oberstleutnant (2017).
Am 12. Mai 2021 nahm Papst Franziskus das von Jan Tyrawa vorgebrachte vorzeitige Rücktrittsgesuch an.

## Kontroverse
Im Zuge der Aufarbeitung der Vertuschung pädophiler Straftaten durch Bischöfe wurde Tyrawa 2020 vorgeworfen, auf Geheiß des Breslauer Erzbischofs Henryk Gulbinowicz einen Priester in seine Diözese übernommen zu haben, gegen den die Familien von Betroffenen schwere Beschuldigungen erhoben hatten. Der Priester hatte dort weiterhin Kontakt zu Kindern und Jugendlichen.

## Wappen
Das Wappen von Jan Tyrawa zeigt auf rotem Grund ein Kreuz und eine Kerze sowie ein blaues M. Das Kreuz stellt ein Symbol für die Überwindung des Leides und des Bösen dar. Zudem symbolisiert die Kerze das Licht und die Hoffnung, die von Christus kommen. Das blaue M steht für die Gottesmutter Maria. Die rote Hintergrundfarbe drückt die Bereitschaft aus, für den Glauben zu sterben.

## Schriften
- Nauka Wojciecha Nowopolczyka (1508–1559) o Eucharystii. Breslau 1987, OCLC 749559600.